# ICQ
ICQ è stato un programma per computer di messaggistica istantanea, creato da Mirabilis, una compagnia start-up israeliana fondata a Tel Aviv. Il programma venne distribuito per la prima volta nel novembre del 1996. Il nome è un gioco di parole sulla frase "I seek you" (io ti cerco).

## Caratteristiche
ICQ permetteva di mandare messaggi istantanei (anche a utenti offline), SMS, URL, cartoline; avviare chat multi-user e giochi online, trasferire file, dava la possibilità di ricevere email tramite POP3 e di condividere una cartella remota.
Alcune delle caratteristiche erano basate sull'utilizzo di plug-in aggiuntivi.
Dalle preferenze del software era possibile modificare le impostazioni di sicurezza in modo da richiedere conferma ogni qualvolta accettare un utente che voglia avviare o accedere a uno dei servizi resi disponibili dal programma.
Dal 2000 gli utenti di ICQ e AIM (AOL Instant Messenger) potevano aggiungersi alla lista dei contatti reciprocamente senza dover ricorrere a un altro client.

## UIN
Gli utenti di ICQ erano identificati da un numero chiamato UIN (acronimo di Unique Identification Number, Universal Internet Number o anche Unified Identification Number), distribuito in ordine di sequenza.
L'UIN veniva assegnato ad un utente durante la registrazione e - a differenza di altri programmi di instant messaging - esso era l'unico dato che identificava un utente e, quindi, l'unico dato immodificabile.
Tutte le informazioni del profilo utente, compreso il nome visualizzato, il nome utente e l'indirizzo email, erano modificabili senza bisogno di effettuare una nuova registrazione.

## Storia
ICQ è stato sviluppato nel 1996 dalla Mirabilis, fondata da quattro giovani israeliani: Yair Goldfinger, Arik Vardi, Sefi Vigiser e Amnon Amir; dopo l'acquisto da parte di AOL è stato amministrato da Ariel Yarnitsky e Avi Shechter.
L'8 giugno 1998, America Online ha acquistato Mirabilis per $407.000.000 ($287.000.000 pagati al momento dell'accordo ed il resto nei tre anni successivi).
Il 19 dicembre 2002, AOL Time Warner annuncia che ICQ è stato coperto con un brevetto dal governo degli Stati Uniti d'America. 
Nel giugno 2004 ICQ ha celebrato i suoi 300 milioni di download da download.com dove è rimasto il programma più popolare per 7 anni consecutivi. Il fatto che le nuove versioni non presentassero le stesse funzionalità delle precedenti, come la ricerca di soggetti per città, fascia di età, ecc. ha fatto sì che la popolarità del programma diminuisse sensibilmente.
Nell'aprile del 2010 AOL ha ceduto la proprietà di ICQ alla società russa Mail.Ru per 187,5 milioni di dollari. Le due società si sono anche accordate per mantenere reciprocamente compatibili le reti di ICQ ed AIM.
Alla data del passaggio di proprietà, il servizio aveva circa 42 milioni di utenti giornalieri e un'importanza ormai limitata rispetto ad altri sistemi di messaggistica. Mail.Ru, divenuta nel frattempo VK, provò più volte a rilanciare il servizio, fino alla versione ICQ New del 2020. Tuttavia non ebbe molto successo e si stima che nel periodo più recente il programma avesse una decina di milioni di utenti mensili. A maggio 2024 è stata annunciata la chiusura del servizio, prevista per il 26 giugno 2024, dopo quasi 28 anni dall'apertura. L'utilizzo del programma era calato da tempo, superato dalle numerose app di messaggistica mobile.

## Versioni
In ICQ 2000 e ICQ 2001 sono state introdotte le funzioni appunti e di promemoria, ma entrambe sono state successivamente rimosse. Il protocollo ICQ utilizzato era, come per le versioni precedenti del software, la versione 7. ICQ 2002 e 2003a utilizzano la versione 8 del protocollo, mentre ICQ Pro 2003b è stata la prima release a utilizzare il protocollo di ICQ alla versione 10 (ICQ 5 e ICQ 5.1 utilizzano la versione 9 del protocollo).
ICQ2Go! è il nome del client online ("web-based") di ICQ. ICQ2Go! funziona tramite web browser e non necessita di installazione. ICQ2Go! è disponibile in due versioni: in Java e in Flash. La versione in flash è la più recente e aggiornata, è stata distribuita il 17 gennaio 2005.
ICQ 5 è stato distribuito il 7 febbraio 2005, mentre ICQ 5.1 è stato distribuito l'11 luglio 2006.
ICQ 6 contiene molte novità, come non succedeva da ICQ 4. L'UI è stata riscritta completamente e utilizza Boxely (lo stesso motore di rendering utilizzato da AIM Triton) che fornisce al software un aspetto più limpido e simile a Windows Live Messenger e Yahoo! Messenger. Sono state aggiunte nuove caratteristiche, anche se non particolarmente innovative, come la possibilità di inviare messaggi direttamente dalla lista dei contatti. In questa versione gli effetti sonori sono stati modificati dal duo psycho trance Infected Mushroom.

## Client
Il protocollo di rete OSCAR di AOL utilizzato da ICQ è proprietario, ma sono stati creati client di terze parti più o meno compatibili, come:
- Adium - che supporta ICQ, Yahoo!, AIM, MSN e XMPP, per macOS
- Ayttm - che supporta ICQ, Yahoo!, AIM, MSN, IRC, e XMPP
- centericq - che supporta ICQ, Yahoo!, AIM, MSN, IRC e XMPP
- climm
- Fire - che supporta ICQ, Yahoo!, AIM, MSN, IRC, e XMPP
- GnomeICU (precedentemente GtkICQ)
- iChat - della Apple, incluso in macOS; occorre impostare un account AIM ed usare come screenname il proprio numero ICQ
- Jimm (client J2ME, precedentemente "Mobicq")
- Kopete
- Licq
- Miranda IM - basato su plugin, supporta ICQ, Yahoo!, AIM, MSN, IRC, XMPP, Gadu-Gadu, BNet, e altri
- Pidgin - che supporta ICQ, Yahoo!, AIM, MSN, IRC, XMPP, Gadu-Gadu, Bonjour, Google Talk, Sametime, Zephyr, QQ, SIMPLE, GroupWise e MySpaceIM
- Proteus - che supporta ICQ, Yahoo!, Yahoo Japan!, AIM, MSN, XMPP e iChat Rendezvous, per macOS
- Trillian - che supporta ICQ, Yahoo!, AIM, MSN, IRC, XMPP e altri
- Yeemp - che supporta ICQ, AIM, e Yeemp
- YSM

AOL ha reso il programma ICQ più simile a AIM aggiungendo gli emoticon di quest'ultimo, come anche introducendo l'interoperabilità nella comunicazione tra AIM e ICQ (gli utenti su ICQ possono comunicare con gli utenti di AIM).

## ICQ in Italia
ICQ è stato il programma con maggiore diffusione in Italia negli anni fra il 1998 e il 2001.
L'avvento di altri programmi di messaggistica istantanea quali ad esempio Yahoo! Messenger e Windows Live Messenger (dal 2001 al 2005 chiamato MSN Messenger) e il fatto che le nuove versioni di ICQ presentassero minori funzionalità rispetto alle precedenti, ha contribuito a ridurre la comunità ICQ italiana.

## Sicurezza
I messaggi scambiati con questo programma di messaggistica istantanea vengono trasmessi "in chiaro", quindi sono potenzialmente intercettabili dai nodi attraverso cui il messaggio transita.
Esiste un'estensione gratuita, Simplite, che permette di crittografare i messaggi di ICQ, per una maggiore protezione della privacy.